# ソン・イルグク
ソン・イルグク（송일국、宋一國、1971年10月1日 - ）は大韓民国の俳優である。

## 来歴
1998年、27歳のときにMBC公開採用タレントに合格。
1999年には『ワンチョ』、『日差しに向かって』、『愛の群像』に出演。
2002年、朝の連続テレビドラマ『人生画報』で一家の二男役を演じ、同年のKBS演技大賞新人賞を受賞。
2003年には、ドラマ『ボディガード』などに出演する。
2004年、『愛情の条件』に出演。ハン・ガイン演じる女性主人公の相手役で人気になり、ハン・ガインと共にKBS演技大賞ベストカップル賞を受賞。
2004年11月から、歴史ドラマ『海神(ヘシン)』に主人公の敵役を演じ、悪役にもかかわらず人気となり、2005年KBS演技大賞で、優秀演技賞(受賞者5人)、ベストカップル賞(相手役はスエ)、人気賞の3部門で受賞した。
2005年には、初めての映画出演作『レッド・アイ』と、『ナンパの定石』の2本の映画に出演。
2006年、MBCで放送された歴史ドラマ『朱蒙(チュモン)』に主演。作品の人気とともに、大きな人気を呼ぶ。同年のMBC演技大賞で最高賞である大賞を受賞した。
2007年には、ドラマ『ロビイスト』に出演。脚本が前作『朱蒙』と同じチェ・ワンギュ。武器ロビイスト役を演じた。
2012年には、反日活動として歌手キム・ジャンフンや学生らとともに竹島への水泳リレーを敢行。これを受けBS日テレ、及びBSジャパンは放送予定であった出演ドラマ放送を延期した。

## 家族
母親は女優で国会議員のキム・ウルドン、母方の祖父は政治家キム・ドゥハン、妹も女優ソン・ソンイ。2008年に釜山地方裁判所で判事として勤務する女性と結婚し、2012年3月、長男、次男、三男（三つ子）が誕生した。メディア上では息子たちのことを胎名で「テハン（大韓、대한）」、「ミングク（民國、민국）」、「マンセ（萬歳、만세）」と紹介している。

## 竹島水泳問題
2012年8月、歌手で反日活動家のキム・ジャンフンや学生らとともに、8月15日の光復節に合わせて島根県竹島までリレーで泳ぐイベントに参加した。当時の外務副大臣だった山口壯は8月24日、出演した民放の報道番組の中で「申し訳ないが、（ソン・イルグクは）これから日本に来るのは難しくなるだろう。それが国民的な感情だ」などと述べた。

## 出演作

### ドラマ
- アドバケット（朝鮮語版）（1998年、MBC）
- ひまわり（1998年-1999年、MBC）
- ワンチョ～伝説の英雄～（1999年、MBC）
- 日差しに向かって（朝鮮語版）（1999年、MBC）
- グッバイ・マイ・ラブ（1999年、MBC）
- 愛は誰でもひとつ（2000年、MBC）
- イヴのすべて（2000年、MBC） - イ・スンゴル役
- 止まらない愛（朝鮮語版）（2002年、KBS） - ナ・ヨンジェ役
- 路地裏の人々（朝鮮語版）（2002年、KBS）
- 人生画報（2002年-2003年、KBS） - シン・ヒョンシク役
- 張禧嬪［チャン・ヒビン］（2002年-2003年、KBS） - キム・チュンテク役
- 千年の夢（朝鮮語版）（2003年、KBS）
- ボディガード（2003年、KBS） - ハン・ソンス役
- 砂漠の泉（朝鮮語版）（2003年、MBC）
- 愛情の条件（朝鮮語版）（2004年、KBS） - ナ・ジャンス（チャンス）役
- 水花村の人々（朝鮮語版）（2004年、MBC） - カン・ソンウ役
- 海神(ヘシン)（2004年-2005年、KBS） - ヨンムン（ヨムジャン）役
- 朱蒙(チュモン)（2006年-2007年、MBC） - 朱蒙（チュモン）役
- ロビイスト（2007年、SBS） - ハリー（キム・ジュホ）役
- 風の国（2008年-2009年、KBS） - 無恤（ムヒュル）役
- 神と呼ばれた男（朝鮮語版）（2010年、MBC） - チェ・ガンタ（マイケル・キング）役
- 強力班（朝鮮語版）（2011年、KBS） - ソウル江南署強力2チーム　パク・セヒョク刑事役
- 天地人（チョンジイン）（2011年-2012年、JTBC） - キ・ホテ役
- チャン・ヨンシル 〜朝鮮伝説の科学者〜（2016年、KBS） - チャン・ヨンシル／ウンボク役

### バラエティ
- スーパーマンが帰ってきた（KBS、2014年7月 6日 - 2016年2月7日)

### 映画
- レッド・アイ（2005年）
- ナンパの定石（朝鮮語版）（2005年）

### 演劇
- 私はお前だ（朝鮮語版）（2010年、2011年）[17]

### M-Video
- キム・ボムス 悲恋（ドラマ「海神-HESHIN」の映像）
- ユン・ドヒョン&キム・ジュンヒ 気持ちいい変化（映画「ナンパの定石」の映像）

## 受賞歴
- 2002年 KBS演技大賞 新人賞[5]『人生画報』
- 2004年 KBS演技大賞 ベストカップル賞[6]『愛情の条件』
- 2005年 KBS演技大賞 優秀演技賞[7]『海神(ヘシン)』、人気賞[7]、ベストカップル賞[7]『海神』
- 2005年 コリア ファッション ワールド アワード(KFWA) タレント部門
- 2006年 韓国放送撮影監督連合会グラミー賞 演技賞
- 2006年 MBC演技大賞 大賞[9]、最優秀男優賞[9]『朱蒙(チュモン)』
- 2008年 KBS演技大賞 最優秀男優演技賞[18]、ベストカップル賞[18]『風の国』

## 参考
プロフィール Innolife 2011年6月5日閲覧。
ソン・イルグク allcinema 2011年6月10日閲覧。